# Roeselia costiplagiata
Roeselia costiplagiata är en fjärilsart som beskrevs av George Francis Hampson 1918. Roeselia costiplagiata ingår i släktet Roeselia och familjen trågspinnare. Inga underarter finns listade.